# Seigneurie de Valangin
La seigneurie de Valangin est une seigneurie du Canton de Neuchâtel en Suisse. En 1707, elle devient un comté.

## Histoire

### Une double vassalité
La date de la formation de la seigneurie est inconnue.

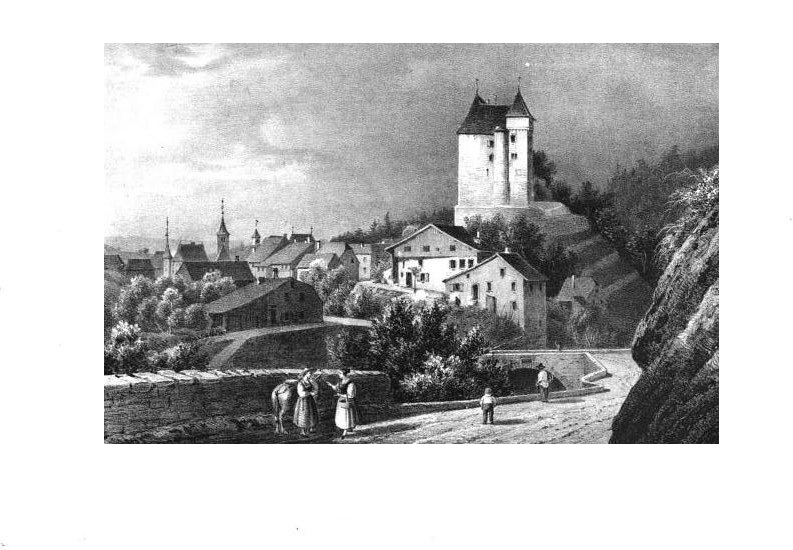
Vue de la ville et du château de Valangin.

Ce fief était, dans un premier temps, le chef-lieu d'une seigneurie appartenant à une famille du même nom. À partir de 1236 il relevait non seulement des comtes de Neuchâtel mais aussi de ceux de Montbéliard. Plusieurs actes en font foi, le premier de 1283, au autre de 1317 et un dernier de 1333. Valangin subissait donc une double vassalité. Thierry III de Montbéliard, descendant direct d'Amédée Ier de Montfaucon qui avait épousé une fille de Mangold Ier de Fenis, remettait en 1234 en alleu à l'évêque de Bâle son château et sa ville de Blamont pour lui reprendre en fief. En 1300 l'évêque rendait Blamont au comte de Montbéliard en échange de Valangin, le résultat de ces transactions faisaient que Jean Ier de Valangin se voyait vassal de Montbéliard et arrière-vassal de l'évêque de Bâle. Valangin était entré dans la famille de Neuchâtel par Ulrich III de Neuchâtel-Nidau qui la transmettait à ses fils Berthold Ier de Neuchâtel-Strassberg et Ulrich IV de Neuchâtel-Aarberg. C'est ce dernier qui assurera la lignée de la maison transmettant ce domaine à son fils Jean Ier de Valangin.

### Situation et premier château
La seigneurie de Valangin (de « vallis angina » car la ville s'élève dans l'étranglement de la vallée), qui jusqu'au Xe siècle se partageait entre le comté de Vaud et celui de Bargen, s'étendait sur le Val-de-Ruz pour la partie la plus importante, le vallon de La Sagne et la vallée de La Chaux-de-Fonds. À partir de 1408, avec Guillaume de Neuchâtel-Valangin, un traité était conclu par Conrad IV de Furstemberg, alors comte de Neuchâtel, concernant la frontière entre les deux seigneuries, celle-ci serait marquée par la crête de Chaumont et par une ligne tirée de Montmollin aux portes du Locle. Au XIe siècle et XIIe siècle cette seigneurie comptait moins de mille habitants répartit dans six paroisses : Saint-Martin, Dombresson, Engollon, Fontaines, Coffrane et Fenin. 
Après avoir édifié le village de Fenin, Berthold de Valangin bâtit la ville de Bonneville (elle sera détruite en 1301, ne restait alors que quelques granges qui, plus tard, donneront naissance à Engollon) dont il fera son lieu de résidence. Quelques années plus tard, en 1152, Rodolphe II de Neuchâtel lui envoyait des habitants de Boudry, de Colombier, de la Côte et du Landeron, avec leurs femmes et leurs enfants, pour défricher les terres à la condition qu'ils regagnent leurs villages à la fin des travaux, ce qui était fait en 1155, profitant de cette main-d'œuvre il faisait ériger le château de Valangin. Il semble que le Val-de-Ruz ait gardé la mémoire de cette aide précieuse dans son nom (Vallis Rodolli ou Rodolfi, devenant Val de Raoul, puis Val de Ruilz et enfin Val-de-Ruz).

### Incursion des Neuchâtel et hommes royés
Au XIIIe siècle le descendant de Berthold, Guillaume de Valangin, refusait l'hommage féodal qu'il devait au comte de Neuchâtel. Afin de le forcer à cet hommage, Berthold Ier de Neuchâtel, avec l'aide de son cousin le comte d'Aarberg Ulrich IV, venait à la tête de ses troupes à Valangin. En 1235, après le décès de Guillaume, qui n'avait pas d'héritier, les terres de Valangin étaient réunies au comté de Neuchâtel et plus particulièrement aux possessions d'Ulrich IV de Neuchâtel-Aarberg, fils d'Ulrich III de Neuchâtel, ces terres françaises porteront le nom de « dominia gallica », alors que celles d'Ulrich IV porteront celui de « dominia theutonica » (terres allemandes), symbolisées en particulier par le puissant fief de Fribourg-en-Brisgau. À cette date, Valangin ne comptait que quelques habitations rassemblées autour d'un donjon fortifié planté sur un roc isolé contrôlant l'entrée de l'étroite gorge du Seyon. En 1430 était construit le portail actuel du château ainsi que le mur de défense et quatre nouvelles tours. À partir de 1498, Chopard Redard édifiait une église en remplacement de la chapelle de la Sagne devenue trop petite, la même chose était réalisée au Locle par Claude Patton dont le chœur et l'autel du nouvel édifice étaient érigés à l'emplacement de l'ancienne chapelle. En 1505, une église collégiale était construite à Valangin. Le bourg possédait un pont de bois enjambant la Sauge (ou Petit-Seyon) ; à partir de 1505, il était remplacé par un pont en pierres construit par Claude de Neuchâtel-Valangin ; dans le même temps il faisait édifier une auge et un abreuvoir en pierre à côté du pont.
Les terres de la seigneurie étaient peuplées de deux catégories d'habitants, la première était représentée par les descendants des Burgondes qui, comme le voulait leur coutume, conservaient leur titre d'« hommes royés » ou « royaux » (« homines regales ») (ils occupaient souvent des emplois à la cour de leur souverain et pouvaient posséder des fiefs), créant un territoire nommé « militae », libre et indépendant soumis au roi de Bourgogne, qui sera l'origine du franc-alleu et devenait de ce fait une coutume longtemps observée des monts Jura qui reconnaissait le droit de propriété du premier occupant, la seconde catégorie rassemblait ceux soumis à la féodalité du souverain. Vers la fin du XVIe siècle, la seigneurie comptait 621 « feux », donc environ 3 105 habitants, 1 765 occupaient le Val-de-Ruz, 425 La Sagne, 725 Le Locle, 155 Les Brenets et 35 à La Chaux-de-Fonds.

### La justice à Valangin
La justice à Valangin était rendue dans les quatre vallées constituant la seigneurie : Valangin, la Sagne, le Locle et les Brenets. Dans les premiers temps, elle était rendue par un officier du comte de Neuchâtel, nommé « villicus » ou « major ». En cas de difficultés, le comte rassemblait une cour qu'il présidait en s'associant des preud'hommes (gentilshommes, ecclésiastiques, maires, officiers et parfois les seigneurs voisins). Lors de la création de la seigneurie de Valangin, le plaid (ainsi était nommée la cour de justice publique à cette époque) était rendu le dimanche après l'office du matin. La juridiction était assurée par le châtelain, chaque villages avait un maire assisté de notables. En 1346, Imer de Corgemont était châtelain de Valangin, en 1371 c'était Jaquat de Schonenberg, en 1376 Othenin de Giez, en 1412 Richard de la Chambre était Châtelain ou lieutenant du seigneur de Valangin. Un maire était nommé à Valangin en 1331, à Boudevilliers en 1369, au Locle et à la Sagne en 1378. Le maire choisissait son lieutenant parmi les jurés élus par le seigneur et la cour de justice. Les cours de justice de la Sagne, du Locle et des Brenets pouvaient faire appel devant celle de Valangin, qui était souveraine.
En 1425, le plaid sera l'occasion de consigner les anciennes coutumes de Valangin :

« Le 12 janvier 1425, en présence du comte Guillaume d'Arberg, Nicolas de Chably, châtelain et maire de Valangin, siégeant juridiquement devant le bourg, dans un lieu ouvert de toutes parts, hors de toute fermeté, et ayant autour de soi sept gentilshommes et autant de bourgeois de Boudry, du Landeron et de la Neuveville, témoins appelés, comparurent devant lui vingt-six preud'hommes des divers villages du Val-de-Ruz, tous âgés de plus de trente ans, qui, après avoir prêté serment sur les saints Evangiles, rapportèrent, chacun en particulier et tous d'un commun accord, les coutumes, statuts, constitutions et droitures seigneuriales, tenues et gardées de tout temps, dans toute la terre de Valangin.
- Quiconque a mis un homme à mort, doit être exécuté et subir la peine capitale.
- Celui qui, par courroux dans une rixe, lève une hache, un couteau, une épée, un pieu, un bâton ferré, une faux ou une pierre contre quelqu'un, et qui l'en frappe fiert, encourt une amende de soixante sols ; s'il fait seulement semblant de frapper, l'amende est de dix sols.
- Celui qui a frappé avec le manche de la hache ou avec un bâton non-aigu encourt une amende de quatre sols, ou de neuf sols s'il y a sang. Elle est portée à soixante sols si l'on a fait sang, en se servant de la verge ferrée avec laquelle le laboureur pousse ses bœufs. Une clame faite pour un sujet quelconque vaut soixante sols, et si un officier ou un juré ne rapporte pas celles qu'il a reçues, il encourt une amende de même valeur.
- Si, à la suite d'une rixe, il n'y a point eu de clame faite en justice dans la huitaine, le seigneur ou ses officiers peuvent faire enquête après la huitaine écoulée, pourvu qu'auparavant ils n'en aient point eu connaissance, et un seul témoin digne de foi, homme ou femme, suffit pour connaître, juger et condamner.
- Et s'il arrive que la communauté d'un bourg ou d'un village ait été rompue, brisée ou séparée par un ou plusieurs de ses membres, tous les autres sont recevables en témoignage, et les coupables doivent encourir la peine ou l'amende selon les us, constitutions et coutumes de Valangin.
- Enfin, ces coutumes voulaient que le discours du parlier ne put profiter ni nuire à son client, jusqu'à ce qu'il eût été avoué par lui. Mais les paroles sorties de la propre bouche de celui-ci pouvaient bien tourner à son préjudice. »

Le gibet. En 1424, le seigneur de Valangin fait édifier des fourches patibulaires au voisinage des possessions du comte de Neuchâtel. Ce gibet comporte quatre piliers, ce qui est une provocation.

### Querelles de vassalité
Malgré les liens qui unissaient Valangin et Neuchâtel, il y avait de fréquentes tensions entre les deux seigneurs. L'origine de ces maux remonte au XIIIe siècle où Renaud de Bourgogne, comte de Montbéliard, remettait son château et la ville de Blamont à l'évêque de Bâle pour ensuite les reprendre de lui en fief en échange de son alleu de Valangin, qui était un territoire libre de devoirs féodaux ; Valangin était, dans le même temps, inféodé alors à Jean Ier de Neuchâtel-Valangin, dit Jean d'Aarberg. Il en résultait donc que celui-ci devenait arrière-vassal de l'évêque tout en restant vassal de Montbéliard. 
Après l'épisode de Guillaume, c'était au tour d'Ulrich IV de se laisser aller à une querelle avec Berthold Ier de Neuchâtel, influencé en cela par l'évêque de Bâle Leuthold Ier, mais devant la puissance du comte de Neuchâtel, Ulrich retirait ses griefs. Peu de temps devait s'écouler avant que Jean d'Aarberg, seigneur de Valangin, en vienne à affronter Rodolphe IV de Neuchâtel fortement contrarié  que son vassal ait déclaré remettre ses terres, suzeraineté de l'évêque de Bâle. Une fois encore, le comte de Neuchâtel montait au Val-de-Ruz avec ses hommes en cette année 1295. Il engageait la bataille dans les champs de Coffrane et faisait prisonnier Jean et Thierry. Ceux-ci ne devaient retrouver leur liberté qu'après avoir confirmé que leurs « hommes royés » se devaient de se déclarer vassal du comte de Neuchâtel. La sentence portait aussi comme condition que Jean et Thierry, accusés de félonie, devaient renoncer à leur alliance avec l'évêque, retirer à celui-ci la suzeraineté de Valangin, indemniser des frais de guerre Rodolphe, renoncer au fief de Boudevilliers (placé au centre de la seigneurie de Valangin, ce territoire restera rattaché à Neuchâtel jusqu'en 1807 et symbolisera longtemps la mésentente entre les deux familles) et faire fabriquer deux têtes d'argent massif, symbole de leur crime et du rachat de leur propre tête qui aurait dû leur faire encourir la décapitation ; de son côté, le comte tentait de se prémunir d'une nouvelle trahison en concluant un traité avec la ville de Fribourg permettant aux deux alliés le libre passage sur leur territoire et la fourniture de vivres. 
Peu de temps devait s'écouler avant que l'évêque de Bâle ne fasse de nouveau pression sur Jean Ier de Neuchâtel-Valangin pour réclamer ses droits sur le territoire. Jean se trouvait dans une position inconfortable, répondre favorablement à l'évêque et continuer à ses devoirs envers Neuchâtel. La foi étant plus forte que l'épée, il reprit son engagement envers Rodolphe IV de Neuchâtel. C'en était trop pour le comte qui pénétra à nouveau dans le Val-de-Ruz, assiégea Bonneville et la fit entièrement raser en 1301, ne laissant que quelques ruines qui plus tard donnèrent naissance au village d'Engollon. Il se tourna ensuite vers Valangin dont les seigneurs demandèrent le pardon. Une nouvelle paix fut conclue le 2 mai 1301. Les conditions en étaient draconiennes pour Valangin, outre le paiement des frais de guerre envers Neuchâtel, il était stipulé que Bonneville ne serait pas reconstruite et que les hommes de cette ville devaient tous être passés au fil de l'épée. Beaucoup s'enfuirent et se réfugièrent dans les forêts. Plus tard, ils revinrent à Valangin et furent nommés « bourgeois externe ». D'autres gagnèrent les terres de l'évêque et s'établirent dans la vallée de la Diesse, au pied du Schlossberg, où ils construisirent des cabanes qui devaient donner naissance à La Neuveville.
Dans les dernières années de vie de Conrad IV de Furstemberg, alors comte de Neuchâtel, les querelles s'étaient fortement ranimées. Son successeur Jean de Furstemberg invitait Guillaume II de Neuchâtel-Valangin à y mettre fin. La séance se tenait au château de Vercel en présence de l'archevêque de Besançon. Afin de montrer sa bonne volonté, Jean de Furstemberg accorda au seigneur de Valangin le droit d'élever trois fourches patibulaires, c'était un gibet constitué de deux ou de plusieurs colonnes de pierres sur lesquelles reposait une traverse de bois horizontale signalant le siège d'une haute justice et le nombre de colonnes de pierre indiquaient le titre de son titulaire, droit considérable que réclamait Guillaume III.

### Le peuplement du Val-de-Ruz

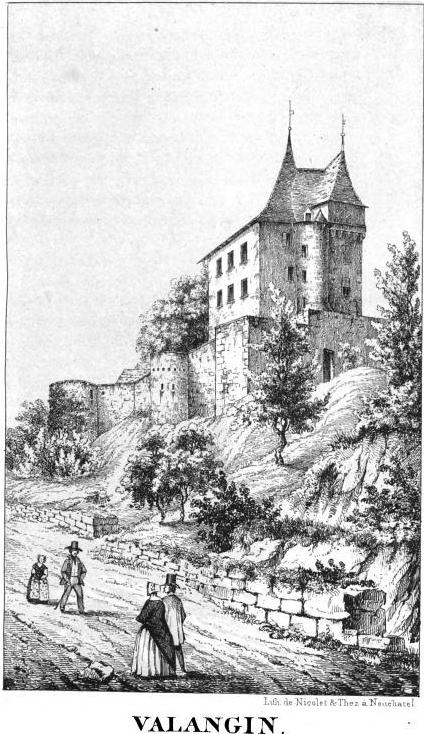
Vue du château de Valangin.

Vers la fin du XIIIe siècle, et au début du XIVe siècle, des hommes viennent se fixer, « s'y haberger », au Val-de-Ruz. Ils fuyaient l'incendie de 1291 de Genève et cherchaient une terre d'accueil. Ils sont 45 familles à entrer sur les terres de Valangin. Jean Ier de Neuchâtel-Valangin et son frère Thierry saisissent là un moyen de peupler leurs terres. Ils convient, avec les nouveaux arrivants, de les accueillir en « franc-habergement », ce qui permettrait aux enfants d'hériter des terres de leurs parents alors que jusque-là, ces terres revenaient au seigneur. Ces émigrés, qu'on appelle dorénavant « francs-habergeants geneveysants », bâtissent trois villages : Genevey-sur-Saint-Martin, Les Geneveys-sur-Coffrane et Geneveys-sur-Fontaine. En 1303, Jean Droz, habitant Corcelles-Cormondrèche, part s'installer dans des terres désertiques de La Chaux-de-Fonds, arrivé à un lieu nommé « portes du Locle » où coule une source, il décide de construire là sa maison avec l'accord de Jean d'Aarberg. Voyant que Jean Droz réussissait son installation, d'autres font la même démarche, Jean Droz nomme sa terre « le Verger du Locle ». Bien vite, elle se trouve comprise dans le nouveau village du Locle. La même chose se produit à La Sagne, qui reçoit une petite colonie vaudoise. À tous, les seigneurs de Valangin accordent la condition avantageuse d'installation contre le paiement minime de la cens, cet impôt annuel leur garantissant une possession « juste et paisible » de la terre qu'ils exploitent. L'impôt est le plus souvent payé en travail ou en produits. Ainsi, dès l'âge de quinze ans, les hommes doivent six journées de travail par an au seigneur, trois journées s'ils possèdent une charrue ou un chariot, la garde au château en temps de guerre et le guet. En contrepartie, ils ne peuvent pas quitter leurs terres sans l'accord de leur maître. À partir de 1508, Claude de Neuchâtel-Valangin leur accorde plusieurs franchises et les autorise à s'étendre sur les terres alentour pour satisfaire aux besoins du nombre de plus en plus élevé d'habitants.
À la fin du XIVe siècle, Jean II de Neuchâtel-Valangin reste le dernier représentant masculin du premier des Neuchâtel Ulrich Ier, baron de Hasenbourg, comte de Neuchâtel et comte de Fenis. Les branches de cette famille s'éteignent les unes après les autres : Imer, comte et seigneur de Strassberg, décède en 1364 ; Louis Ier de Neuchâtel, comte de Neuchâtel, en 1373, Rodolphe IV de Nidau en 1375 et Pierre d'Aarberg, petit-fils d'Ulrich IV de Neuchâtel-Aarberg (seigneur de Valangin) en 1367.

### Les franchises
Jean II de Neuchâtel-Valangin, seigneur de Valangin, obtenait de Louis Ier de Neuchâtel, des terres nouvelles : « Depuis Montmolin tendant contre Mont par la vie des Moles et de là à la Pierre crosée qui est une borne plantée au Pré Corvoyet (qui est aux hoirs de Henri de Montmolens) et dès là tendant contre Val une sauge, à une sauge crosée qu'est a la Sonoille, puis de là tendant au Rochat crosé qu'est entre deux Sagneulles, et de là tendant au haut de Martel et de là aux portes du Locle devers le vent, tirant à Notre-Dame de Basle. » En 1344, il lui rendait l'Hommage féodal auquel il était tenu. En 1352, il accordait des franchises aux habitants de Valangin. Par cet acte, les habitants qui pouvaient en acquitter la paiement devenait bourgeois, qualité qu'ils perdaient s'ils ne remplissaient pas leurs obligations :

« Jean d'Arberg, Sire de Vallengin, fait sçavoir à tous ceux que verront ces présentes lettres. Que soit l'ordonnance en quoi mes gens toutes ma Terre et Seigneurie de Vallengin, sont entenus à moi et à mes hoirs, Sires de Vallengin. C'est à sçavoir touchant la Chevauchée. Premièrement, je dois mettre un Banneret (chevalier ayant droit de porter une bannière, c'est-à-dire de commander plusieurs chevaliers), lequel doit être du pays, bourgeois de Vallengin, ou de franche-condition, et qui soit puissant et de bon lignage lianciel par trois fiances (garanti par trois cautions), d'estre à moi et à mes gens juste et léault, et faire le serment sur le Saint-Evangile de Dieu, et de pourter, et gouverner ma bannière où que seront mes armes bien et léaultement, par mon Conseil et par le Conseil de douze Jurés, que seront mis avec ledit Banneret par moi, et par le Conseil de tout mon pays par serment comme ledit Banneret, et aussi tout le demeurant du pays d'un chacun hostel le plus puissant, devant faire le serment à moi et à mon Banneret, lequel serment au temps présent et avenir par l'ordonnance de moi ou de mes hoirs et de tout mon pays, d'être à moi bons léaults et obéissants comme bonnes gens doivent être à leur Léault Seigneur. Et je moi Jean d'Arberg susdit, Sire de Vallengin, leur promets pour moi et pour mes hoirs (héritiers) et pour leur et leurs hoirs, de leur maintenir tout leur bon droit, en comme bon Seigneur doit faire ses bonnes gens, et à toute bonne justice et anciennes coutumes de mes prochains voisins de la Ville de Neufchatel, touchant la Justice et sougre la Lance, un chacun à sa condition, au surplus de mes droits. Et toutefois et quantes fois que mes Jurés du bourg de Vallengin seront empachier d'une cause ou peuvent aller entreveler à la Justice de Neufchatel, à cette fin que bon droit soit maintenu à un chacun. Et je, moi Jean d'Arberg, Sire de Vallengin dessus dit, dite les choses dessus escriptes, promets de maintenir et garder, défendre contre tous et envers tout jugement et dehors, en renonçant à toutes renonciations, faisant au contraire témoignage de laquelle chose, moi Jean d'Arberg ai mis mon Scel apendant à ces présentes lettres, que furent faites et données le cinquième jour du mois d'aoust, l'an de notre Seigneur courant 1352. »

Dix ans plus tard, c'était au tour de La Sagne de recevoir les siennes, celles-ci fixaient les limites du territoire (« la basse-côte de l'envers de la Sagne, la roche de la Corbatière et la combe de la Sombaille »), réglementaient les conditions d'héritages (jusqu'au sixième degré), les ventes d'immeuble, la jouissance des forêts et des cours d'eau (interdiction de défricher les premières et de construire des moulins sur les second sans autorisation), la garantie d'un pouvoir de faire appel à une décision de justice devant celle du comte de Neuchâtel, le droit de chasse (interdiction de chasser les « bêtes rousse au mois d'août », le devoir de donner au seigneur les quatre pattes et les entrailles d'un ours et « l'épaule garnie » pour un cerf ou une biche). En 1372, il donnait des terres, en accroissement de territoire, aux habitants Du Locle et de Valangin, c'est par cet acte que seront créés les villages La Chaux-de-Fonds et Les Brenets. Ces terres étaient occupées par des colons réunis en un hameau nommé tout d'abord « chez les Bernets », « les Bournets », « les Bringnets » ou « les Brunnettes Joux ». Jean III de Valangin leur remettait leurs lettres de franchises la même année. 
Avec l'arrivée à la tête de la seigneurie de Valangin de Guillaume, fils de Jean II, venait le temps des « grandes franchises ». Dès 1406, en accord avec sa mère Mahaut de Neuchâtel, fille de Thiébaud V de Neuchâtel-Bourgogne, il donnait à sa seigneurie une nouvelle charte dans le but de consolider ses possessions et d'augmenter la population. Pour ce faire, il affranchissait les habitants de bon nombre d'impôts et transposait à Valangin la plus grande partie des droits de Neuchâtel. En même temps, il autorisait ceux qui étaient installés à l'extérieur du bourg de Valangin à prendre la qualité de bourgeois. Ceux du Val-de-Ruz, de La Sagne, du Locle et des villages de Geneveys obtenaient aussi des droits plus étendus. Au fil des ans, les villageois voyaient donc leurs droits et leur possibilité de contester ceux de leur seigneur augmenter. La situation allait se compliquer avec Jean III de Valangin. D'un caractère plus dur que son père, il sera souvent en but avec ses bourgeois qui sans cesse contesteront ses demandes devant le tribunal de Berne.

### Les guerres duXVesiècleetXVIesiècle
La Confédération suisse et le Saint-Empire s'affrontèrent lors de la guerre de Souabe de décembre 1498 à septembre 1499. À cette occasion, Maximilien Ier voulut s'emparer du comté de Neuchâtel, manœuvrant pour s'ouvrir le passage à travers la Franche-Comté afin d'envahir la Suisse par plusieurs points en particulier (le Jura et Valangin). Claude de Neuchâtel-Valangin, seigneur de Valangin, et Philippe de Hochberg, comte de Neuchâtel, se préparèrent à garder les gorges des montagnes et en particulier le passage de Pierre-Pertuis. Courant juillet, ils participèrent à la bataille de Dornach, qui fut une victoire décisive pour les Confédérés. Lors des guerres d'Italie, et en particulier à la bataille de Marignan, les deux seigneurs réussirent à lever deux compagnies rassemblant 700 hommes avec à leur tête Louis de Pierre, pour celle des « hommes royés du Vaux de Roul et seigneurie de Valangin », et Claude Rollin, capitaine de celle de Neuchâtel.

### La réforme
La réforme protestante prit pied à Valangin, dans les derniers jours de 1530, avec Guillaume Farel qui joua un rôle important dans l’expansion de la réforme protestante en Suisse romande. Escorté d'une troupes de Bourgeois de Neuchâtel il montait la chaire de l'église de Valangin alors que Guillemette de Vergy, veuve de Claude de Neuchâtel-Valangin, était présente. Malgré l'opposition du gouverneur de Valangin et du chapelain Farel, il continua ses prêches dans la rue. Tant et si bien que la troupe, qui escortait le prédicateur à chacun de ses déplacements à Valangin, en vint à envahir l'église et à en chasser les chanoines. Guillemette répliquait quelques jours plus tard en faisant arrêter et enfermer Farel au château. Devant l'arrivée des bourgeois de Neuchâtel en armes, Guillemette le fit relâcher. La cour de Berne fut saisie de cette affaire et réprimanda Guillemette.

### La succession de Claude de Neuchâtel-Valangin
Claude de Neuchâtel-Valangin transmettait la seigneurie dans la maison de Challant. En tant qu'ainée de René de Challant, Philiberte, épouse de Guiseppe Tornielli, aurait dû hériter de la seigneurie, mais ayant été déshéritée par son père, c'était donc Isabelle, épouse de Jean-Frédéric Madruzzo comte d'Avy, qui faisait valoir ses droits. Dès son investiture, elle entrait en relation avec Berne pour lui vendre la seigneurie. Dans le même temps, sa sœur intriguait auprès de Léonor d'Orléans, comte de Neuchâtel, pour faire reconnaitre son droit d'aînée, ce que fit le conseil de Neuchâtel le 15 septembre 1576. Aussitôt Guiseppe Tornielli se rendait à Valangin se faire connaitre comme seul maître du lieu, ce que refusèrent les habitants qui s'étaient prononcés pour Isabelle. Après bien des procès, la cour de Baden sommait Isabelle de se retirer et obligeait les habitants de Valangin à prêter serment de fidélité à Marie II de Saint-Pol, régente de Neuchâtel, pour son fils Henri Ier, ce qui fut fait dans le verger du château le 7 décembre 1584. Quelques années plus tard, la seigneurie était achetée par le duc Frédéric Ier de Wurtemberg, comte de principauté de Montbéliard, qui la cédait à son tour à Marie II de Saint-Pol, Valangin était ainsi rattaché définitivement au comté de Neuchâtel et se voyait attribuer un gouverneur particulier et le titre de comté en 1707.

## Sources
- Maurice Evard, « Valangin (seigneurie) » dans le Dictionnaire historique de la Suisse en ligne, version du 26 janvier 2012.
- George-Auguste Matile, Histoire de la Seigneurie de Valangin jusqu'à sa réunion à la Directe en 1592, C. Attinger, 1852 (lire en ligne)
- Jonas Boyve, Annales historiques du Comté de Neuchâtel et Valangin depuis Jules-César jusqu'en 1722, E. Mathey, 1854 (lire en ligne)
- Frédéric-Alexandre Chambrier, Histoire de Neuchâtel et Valangin jusqu'à l'avénement de la maison de Prusse, C. Attinger, 1840 (lire en ligne)